# Mary Leebody
Mary Leebody (1847-19 septembre 1911) est une botaniste irlandaise, connue pour son travail sur la flore du comté de Londonderry et du comté de Donegal. 

## Biographie
Mary Leebody est née à Portaferry dans le comté de Down vers 1847. Elle est parfois connue sous le nom Mary Elizabeth Leebody et dans d'autres sources Mary Isabella Leebody,. Vers 1867, elle épouse le mathématicien et professeur John Robinson Leebody du Foyle College de Derry et vivent le reste de sa vie dans cette ville,. Leebody est morte à Derry le 19 septembre 1911,. 

## Travaux botaniques
Connue comme une botaniste de terrain assidue, son travail se concentre sur les comtés d'Antrim, de Londonderry et de Donegal. Elle est surtout active entre 1893 et 1904. Elle est une connaissance de Robert Lloyd Praeger. Elle est une membre active du Belfast Naturalists' Field Club, même si elle ne reprend pas l'idée de Praeger de créer un Derry Naturalists' Field Club. Au cours des années 1890, elle collabore avec Praeger et Matilda Cullen Knowles, contribuant au supplément The Flora of the North-east of Ireland de Praeger de 1895. 
Leebody est crédité de l'ajout d'un certain nombre de nouveaux enregistrements irlandais, y compris l'orchidée américaine Spiranthes romanzoffiana en 1893, marquant le début de son travail publié. Elle publie également Dryas octopetala sur Muckish, Teesdalia nudicaulis au Lough Neagh et Malaxis sur Slieve Snaght,,. 